# Cephalotaxus hainanensis
Cephalotaxus hainanensis ist eine Art aus der Familie der Kopfeibengewächse (Cephalotaxaceae). Sie ist im südlichen China heimisch. Die Art ähnelt stark Cephalotaxus mannii und wird deshalb auch häufig als ein Synonym dieser Art angesehen.

## Beschreibung
Cephalotaxus hainanensis wächst als immergrüner Baum, der Wuchshöhen von bis zu 20 Metern und Brusthöhendurchmesser von 0,5 bis 1,1 Meter erreichen kann. Die hellbraune bis rötlich braune Stammborke blättert ab. Die 8 bis 10 Zentimeter langen und 4,5 bis 5,5 Zentimeter dicken Zweige sind im Querschnitt elliptisch bis länglich-elliptisch geformt.
Die relativ dünnen oder ledrigen, geraden oder leicht sichelförmig gebogenen Nadeln sind bei einer Länge von 5 bis 7,5 Zentimetern und einer Breite von rund 3 Millimetern linear bis linear-lanzettlich geformt. Sie stehen an einem 0 bis 1 Millimeter langen Stiel und gehen in einem Winkel von 70 bis 80° von den Zweigen ab. Die symmetrische Basis der Nadeln ist stumpf bis stumpf-keilförmig, während die Spitze stachelspitzig ist. Die Nadelränder sind zurückgebogen. Die Nadeloberseite ist dunkelgrün oder glänzend olivgrün gefärbt und an der Nadelunterseite findet man 19 bis 26 weiße bis bläulich weiße Stomatareihen.
Die Blütezeit von Cephalotaxus hainanensis erstreckt sich von November bis März und die Samen reifen von August bis Oktober. Die blassgelben, männlichen Blütenzapfen sind bei einem Durchmesser von 4 bis 4,5 Millimetern kugelig geformt und stehen gelegentlich an einem 1 bis 5 Millimeter langen Stiel. Sie stehen in Gruppen von sechs bis acht und enthalten je sieben bis 13 Mikrosporophylle mit je drei bis vier Pollensäcken. Die einzelständigen, weiblichen Zapfen haben einen 0,6 bis 1 Zentimeter langen Stiel. Sie sind von einem 2,2 bis 3 Zentimeter langen und 1,1 bis 1,2 Zentimeter dicken Samenmantel (Arillus) umgeben. Dieser ist anfangs grün und verfärbt sich zur Reife hin rot. Die verkehrt-eiförmigen bis verkehrt-eiförmigen-elliptischen Samenkörner werden 2,2 bis 2,8 Zentimeter lang und haben eine scharf zugespitzte oder stachelspitzige Spitze.
Die Chromosomenzahl beträgt 2n = 24.

## Verbreitung und Standort
Das natürliche Verbreitungsgebiet von Cephalotaxus hainanensis umfasst fünf Vorkommen auf der zur chinesischen Provinz Hainan gehörenden Hauptinsel Hainan. Weitere Vorkommen könnte es auch in den chinesischen Provinzen Guangdong und Guangxi geben.
Cephalotaxus hainanensis gedeiht in Höhenlagen von 0 bis über 1700 Metern. Die Art kommt in Gebirgen vor, wo sie in Mischwäldern und subtropischen Regenwäldern wächst. Die Bestände auf dem chinesischen Festland könnten Mischbestände mit Cephalotaxus mannii bilden.
Cephalotaxus hainanensis wird in der Roten Liste der IUCN als „stark gefährdet“ eingestuft. Als Hauptgefährdung wird die Zerstörung der Wälder zur Nutzbarmachung für den Tourismus genannt. In der Vergangenheit spielten vor allem Holzschlägerungen und in jüngerer Zeit auch das Sammeln von Rinde und Blättern zur Gewinnung von Cephalotaxin und Harringtonin zur Herstellung von Krebsmedikamenten eine wichtige Rolle. Der rückläufige Gesamtbestand der Art wird auf rund 126.000 Bäume geschätzt und erstreckt sich über eine Fläche von weniger als 100 Quadratkilometern auf der Insel Hainan. Die chinesische Regierung hat zum Schutz der Art ein Fällverbot verhängt.

## Nutzung
Vor allem früher wurde das Holz der Art genutzt. Aus den Blättern und der Rinde können die Alkaloide Cephalotaxin und Harringtonin gewonnen werden, welche zur Herstellung von Krebsmedikamenten genutzt werden können.

## Systematik
Die Erstbeschreibung als Cephalotaxus hainanensis erfolgte 1953 durch Hui Lin Li in Lloydia, Band 16 (3), Seite 164. Die Art wird von einigen Autoren aufgrund der geringen morphologischen Unterschiede als ein Synonym von Cephalotaxus mannii behandelt.